# 언어적 철학
언어적 철학(linguistic philosophy)은 철학적인 문제가 언어를 개혁함으로써 또는 우리가 사용하는 언어에 대하여 더 많이 이해함으로써 해결될 수 있는 문제라고 보는 시각을 말한다. 전자의 입장은 이상 언어 철학(ideal language philosophy)의 입장이며, 후자의 입장은 일상 언어 철학(ordinary language philosophy)의 입장이다.

## 같이 보기
- 분석 철학
- 언어적 전회
- 일상 언어 철학